# Récupérateur de chaleur eau grise
 (février 2023).
Si vous disposez d'ouvrages ou d'articles de référence ou si vous connaissez des sites web de qualité traitant du thème abordé ici, merci de compléter l'article en donnant les références utiles à sa vérifiabilité et en les liant à la section « Notes et références ».
Un récupérateur de chaleur d'eau grise est un équipement d’économie d'énergie et d'efficacité énergétique qui récupère la chaleur des eaux grises chaudes ou tièdes (telle l’eau usée des douches, des cuisines, de l'industrie agro-alimentaire, etc.). L’énergie récupérée sur ces eaux usées est le plus souvent utilisée pour chauffer partiellement ou totalement l’eau chaude sanitaire.
Ces récupérateurs peuvent être utilisés dans les logements individuels, logements collectifs, établissements sportifs, hôtels, établissements de santé et d’accueil, la restauration collective, l'industrie agro-alimentaire ou autres industries ou installations utilisant de l'eau chaude. Ils sont plus faciles à installer dans des constructions neuves, mais peuvent être introduits dans le cadre de la réhabilitation thermique d'habitat ancien.

## Description et fonctionnement

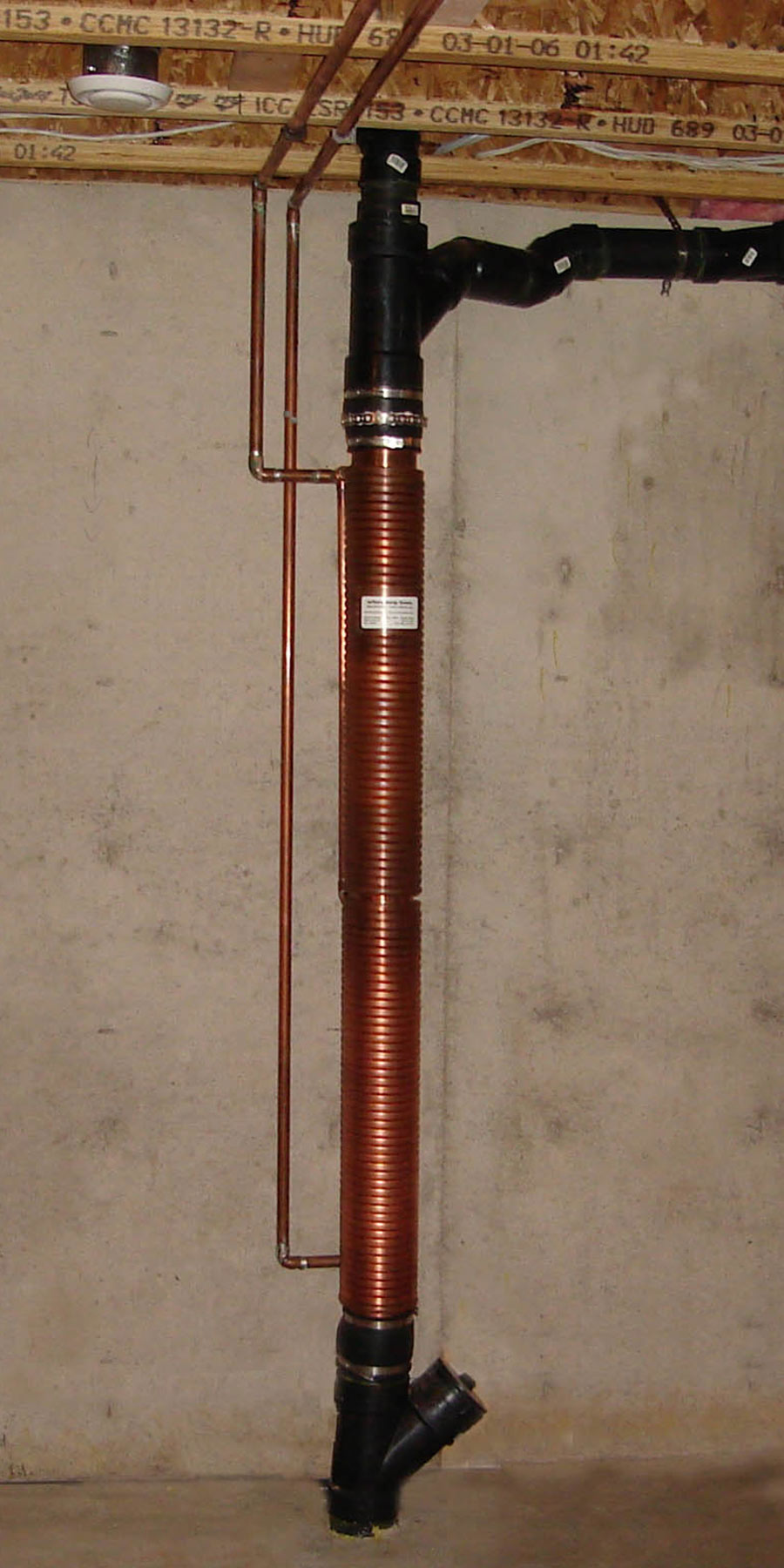
Une unité typique de recyclage de la chaleur de l'eau chaude dans une résidence familiale.

Les récupérateurs de chaleur des eaux grises sont principalement des échangeurs thermiques. Ils peuvent être installés (idéalement dans un réseau séparatif) en aval d'un rejet (ex. : douches de piscine) ou plus en aval, au niveau de l'évacuation des eaux usées du bâtiment ou d'un groupe de bâtiments, directement dans le béton des conduites préfabriquées le cas échéant. Ils peuvent être passifs ou associés à une pompe à chaleur, et se présenter sous forme de rigole de douche, de tube vertical ou horizontal, ou de bac de récupération.

### Récupérateur de chaleur pour douche
Les récupérateurs de chaleur pour douches (RCD) reposent sur des échangeurs thermiques. Ils s’installent sous la douche ou à proximité et préchauffent l'eau froide alimentant le « préparateur eau chaude ». Ces équipements peuvent être préfabriqués ou de réalisation artisanale.

### Modèles verticaux
Les eaux usées chaudes traversent le système en même temps que l'eau froide monte en spirale et s'y réchauffe d'environ 20 °C dans le meilleur des cas, si le système est passif. Ensuite, cette eau préchauffée est envoyée vers le préparateur d'eau chaude et le robinet thermostatique de la douche. Ceci permet à la fois une baisse de consommation d'énergie et de consommation d'eau chaude.
Ces systèmes peuvent se coupler avec d'autres installations valorisant des énergies renouvelables telles qu'un capteur héliothermique, des panneaux solaires thermiques et/ou une pompe à chaleur. Comme ces systèmes conventionnels sont moins sollicités, l'utilisation des RCD prolonge leur durée de vie.
Les équipements RCD prennent différentes formes, adaptées à différents contextes.

### Bac de récupération
Un récupérateur de chaleur d'eau grise sous forme de bac ou de cuve (éventuellement thermiquement isolés) permet de profiter d’une meilleure inertie thermique grâce à un volume d'eau grise plus important. Il récupère les eaux grises d’un ou de plusieurs bâtiments.
Ce type de système utilise généralement une pompe à chaleur pouvant préchauffer l'eau chaude sanitaire jusqu’à 60 °C en refroidissant les eaux usées à une température inférieure à celle de l’eau froide. Un tel système (ex. : Système ERS, Système Facteur 7) est qualifié de « préchauffeur total » ou de « recycleur de chaleur ». Les eaux usées ayant souvent un fort pouvoir de colmatage et de production de biofilm (s'opposant à une bonne récupération de chaleur ou de frigorie), un automatisme de nettoyage ou de filtration est nécessaire.
Les pompes à chaleur sur eaux grises ont une performance plus stable et plus élevée que la majorité des autres sources (aérothermie, géothermie de surface) due aux conditions quasiment invariables selon la saison et la météo et grâce à l’adéquation et la proximité avec la consommation en eau chaude.

## Histoire
Les premiers brevets sur des récupérateurs de chaleur pour douche datent de 1980, et beaucoup d'efforts ont été faits au Canada pour perfectionner ces systèmes.
En 2001, le gouvernement néerlandais a mandaté différentes entreprises pour l'élaboration des systèmes de récupération. L'augmentation constante des prix des énergies a rendu commercialement viable ces systèmes à partir du milieu des années 2000.
Depuis le début des années 2010, des sociétés développent des systèmes avec bacs de récupérations, plus complexes, mais plus performants. 
Plusieurs de ces systèmes sont intégrés dans les réglementations thermiques françaises RT2005 et RT2012.

Description d'un dispositif de récupération de chaleur
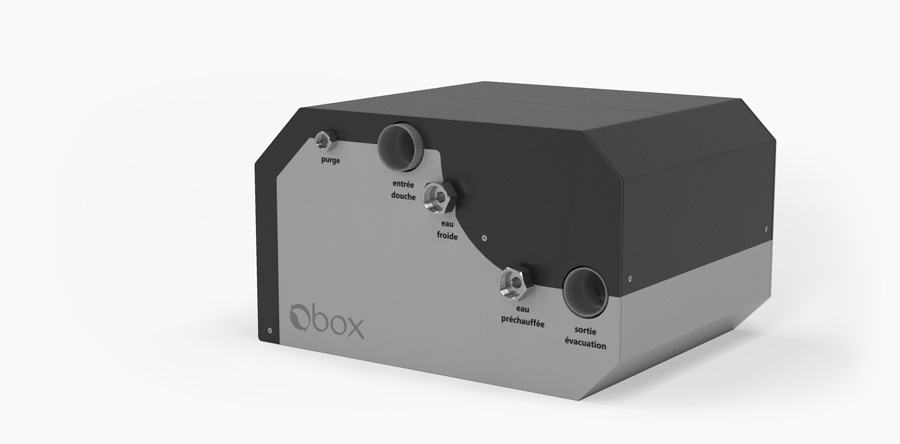
Récupérateur de chaleur compact basé sur des échangeurs à plaques acier inox.
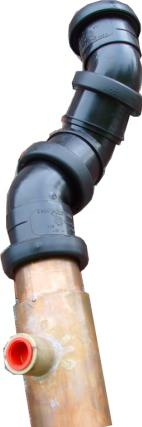
Manchon rotatif.
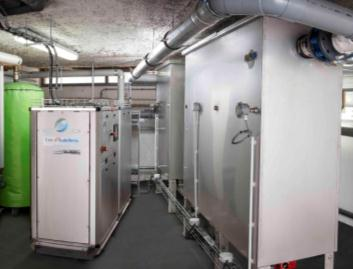
Système ERS installé en chaufferie.

Dans le quartier de La Jonction à Genève, un ensemble de bâtiments résidentiels d'après-guerre a été équipé de tels récupérateurs. Dans ce cas, le gisement hivernal généré par ces immeubles était de 40 000 m3/j d'eaux usées, dont la température moyenne journalière variait selon la saison entre 17 et 23 °C.

## Réalisations artisanales
Un « siphon échangeur » permet de récupérer les calories évacuées à la sortie du bac à douche ou de la baignoire. Le tube d'eau froide passe au milieu de celui d'évacuation (voir photo). Le plus efficace de ses montages (deux tubes de 1,3 m de longueur) offre une surface d'échange d'environ 1 600 cm2 et une puissance échangée de 1,5 kW, mais le débit n'excède pas les 6 L/min. Une version à quatre longueurs de tube a été réalisée mais l'eau évacuée était trop freinée par le système d'échangeurs : et le débit maximal était de 3 L/min seulement (contre environ 9 L/min pour une douche classique). 